# تعليم بيرسون
تعليم بيرسون هي خدمة نشر وتقييم تعليمية مملوكة لبريطانيا للمدارس والشركات، وكذلك للطلاب بشكل مباشر.